# El Pou de Cal Pere Pau
El Pou de Cal Pere Pau és una obra d'Oliola (Noguera) inclosa a l'Inventari del Patrimoni Arquitectònic de Catalunya.

## Descripció
Pou d'uns deu metres de profunditat i uns cinc de diàmetre. Tota l'obra és de pedra, hi ha una cornisa de remat, feta també amb pedra de carreu, que s'aixeca per cobrir el balcó per on pujava l'aigua fins a la pica.

## Història
Aquest pou fou realitzat a finals del segle xix i la seva finalitat era obtenir aigua del subsòl i posteriorment de la pluja. El pou de Cal Pau el trobem en mig d'un camp, avui dia una mica abandonat. Actualment el pou no s'utilitza amb aquella finalitat, ja que era resta cegat i abandonat.